# Sammo Hung
Sammo Hung all'anagrafe Hung Kam-bo (洪金寶S; Hong Kong, 7 gennaio 1952) è un regista, attore e artista marziale hongkonghese.

## Biografia
Sammo Hung Kam-bo, il cui nome nella pronuncia pinyin è Hong Jinbao, nasce ad Hong Kong il 7 gennaio 1952, anno del coniglio. Entrato giovanissimo nella Scuola dell'Opera di Pechino a Hong Kong, qui impara le arti marziali e la danza acrobatica. Durante la sua permanenza alla scuola stringe amicizia con Jackie Chan e Yuen Biao, compagni di corso più piccoli entrati successivamente, che chiamerà a collaborare negli anni a venire. Essendo il più "anziano" è anche il primo a finire l'accademia ed entrare a lavorare stabilmente nell'allora prolifica industria del genere arti marziali.
Entrato appena dodicenne a far parte della cinematografia di Hong Kong, Sammo si distingue subito per le sue qualità acrobatiche, malgrado la sua robustezza fisica (dovuta ad un incidente occorso quando era studente, che lo aveva costretto a una lunga degenza durante la quale non aveva fatto altro che mangiare prendendo peso). La scelta di Sammo come nome d'arte deriva dal popolare protagonista della serie a fumetti San Mao (letteralmente "tre capelli").
Nel 1973, ancora ventunenne ma già rispettato nell'ambiente cinematografico, ottiene un piccolo ruolo nel film I 3 dell'Operazione Drago di Robert Clouse, dove interpreta l'avversario di Bruce Lee all'inizio. Nello stesso film è anche stuntman, insieme agli amici Jackie Chan e Yuen Biao, da lui chiamati come in altre occasioni (vedasi Dalla Cina con furore). Il patto stretto con loro e con altri colleghi ai tempi dell'Accademia li obbliga ad aiutarsi reciprocamente ed essendo lui l'allievo più anziano e quello che per primo ha trovato impiego finiti gli studi deve trainare gli altri.
Lo stesso anno, però, Bruce Lee muore, mentre in tutto il mondo è già esplosa da mesi la richiesta di film di arti marziali. Nel 1978 Sammo viene chiamato per il film L'ultimo combattimento di Chen, sempre di Robert Clouse, lavoro messo insieme usando fotogrammi di film di Lee ridoppiati, uniti alle riprese incompiute di Game of Death girato da Lee stesso; per le restanti scene viene usato un trio di sosia. Sammo è sia stuntman che coreografo dei combattimenti per il film, ritagliandosi anche un piccolo ruolo: Chen Lee, l'avversario del personaggio di Robert Wall sul ring.
Tra il 1977 e il 1978, escono le più grandi regie di Hung, nel genere Kung Fu, come Iron Fisted Monk, Warriors Two, Knockabout.
Quasi a parodiare una simile operazione commerciale, Sammo dirige e interpreta lo stesso anno Enter the Fat Dragon (che già dal titolo cita l'Enter the Dragon di Lee). Il film è una commedia divertita che rielabora gli stereotipi del cinema marziale e dei film di Bruce Lee. In esso, inoltre, Sammo si fa beffe di un sosia di Lee che dimostra di non avere le doti di chi vorrebbe imitare. Peraltro Hung sa imitare Lee, al di là della diversità fisica, e lo farà spesso nel corso della sua carriera.
Nel 1979 ha la prima collaborazione con Yuen Woo-ping, interpretando da protagonista il cult Magnificent Butcher.
Nel 1980 Sammo Hung basandosi sui testi del folklore antico cinese, sperimenta e crea il genere Kung Fu-Horror, ed escono Encouters Spooky Kids e The Victim.
Nel 1981 Sammo prende parte ancora una volta ad un film che sfrutta la fama di Lee: L'ultima sfida di Bruce Lee (The tower of Death/Game of Death II), di cui è co-regista non accreditato. Ha anche raccontato ai suoi amici di aver sfidato e battuto Bruce Lee in un combattimento amichevole negli studi della Golden Harvest, ma non esistono testimoni di tale "evento", fuorché lui.
Nel 1981 esce il suo film di Kung Fu più premiato, ovvero Prodigal Son, che consacra, definitivamente, l'astro nascente Yuen Biao.
Nel 1983 prende parte al kolossal di Tsui Hark Zu Warriors From The Magic Mountain, in un doppio ruolo.
Con l'inizio degli anni ottanta si forma il trio Sammo-Chan-Biao: i tre amici della China Drama Academy decidono di lavorare insieme in una fortunata serie di film comici a sfondo marziale, la maggior parte dei quali diretti da Sammo stesso.
Il 1983 è anche l'inizio del primo capitolo della fortunata serie Lucky Stars, con Winners and Sinners, seguita da My Lucky Stars (titolo italiano: La gang degli svitati) e Twinkle Twinkle Lucky Stars (Bambole e botte), entrambi del 1985. Ci saranno anche altri seguiti poco fortunati, ma i primi tre, sono ricordati, per la presenza di Jackie Chan e Yuen Biao, in ruoli di supporto ad Hung.
Nel 1985 produce il classico mondiale mr. Vampire, che consacra il genere Jianshi (vampiri saltellanti), lanciando il compianto Lam Ching-ying a grande star assoluta. Produce anche Yes Madam! Police Assassins (1985) che lancia la carriera di Michelle Yeoh.
nel 1985 esce anche Heart Of Dragon - The First Mission (La prima missione) dove Hung dirige se stesso, nel ruolo di un ragazzo mentalmente disabile, di cui il personaggio di Jackie Chan deve prendersi cura. Il film più profondo dei due "fratelli dragoni", che pone l'accento più sul dramma, che sull'azione.
Dopo successi come Project A - Operazione pirati (1983), Il mistero del conte Lobos (1984) o Dragons Forever (1988), il trio si scioglie. Mentre Jackie Chan si crea una carriera personale, e raggiunge il successo internazionale, Sammo e Yuen Biao rimangono nell'area asiatica, anche se con grandi successi.
Nel 1986 esce Millionaires Express che vanta la presenza di tutte le più grandi star d'azione di Hong Kong, ambientato nel far west, con grandi rocambolesche coreografie d'azione, seguito dal cult Eastern Condors, del 1987, girato in Viet Nam, che vanta anche questo la presenza delle più grandi star del cinema di Hong Kong. Sammo è leader di un gruppo di militari spediti in Viet Nam, per una missione segreta, dove i reclutati sono tutti ex detenuti lanciati a morte certa.
Nel 1988 è il protagonista del film Painted Faces, film ispirato all'adolescenza delle 7 Piccole Fortune, alla Chinese Opera Academy di Pechino, di cui faceva parte anche lui, interpretando il ruolo del suo maestro Yu. Vinse il premio come miglior attore agli Hong Kong Film Awards e alla venticinquesima edizione dei Golden Horse Awards.
Nel 1989 esce Pedicab Driver, altro cult di Hung, dove interpreta un addetto ai risciò di Macao, che s'innamora di una ragazza, ostaggio di un boss locale, con combattimenti spettacolari e un omaggio a Star Wars, ad inizio pellicola.
Nei primi anni 90 escono altre regie poco celebri, tra cui, però spicca Moon Warriors del 1992. Recita anche il ruolo di Villain d'eccezione in Shanghai Affairs del 1990, dove combatte con il suo amico Yuen Biao. Nello stesso anno, esce anche Encouters Spooky Kids 2.
Nel 1995 Sammo Hung torna a lavorare con Jackie Chan come coreografo nei combattimenti di Thunderbolt, e due anni dopo dirige Chan in Mr. Nice Guy. Generalmente Sammo viene ritenuto un regista migliore tecnicamente rispetto a Jackie Chan, anche se i due si alternano in questa veste di film in film. Tra la fine degli anni ottanta e i primi novanta, a causa di sparatorie (anche gravissime) tra elementi della mafia cinese occorse nel locale di cui Sammo è proprietario, l'attore chiude il night e si sposta per qualche tempo all'estero, soprattutto Canada, in attesa che le acque si calmino.
Sammo ha collaborato con Jet Li, dirigendolo in Le sette spade della vendetta (1993) e C'era una volta in Cina e America (1997), sesto titolo della serie di Wong Fei-hung che rielabora i film precedenti.
Nel 1998 Sammo partecipa alla serie televisiva statunitense Più forte ragazzi (Martial Law) interpretando un poliziotto di Shanghai "prestato" alla polizia di Los Angeles. Il personaggio compare anche come ospite in un episodio crossover della serie Walker Texas Ranger.
Nel 2004 dirige le scene d'azione di Kung Fusion di Stephen Chow.

### Vita privata
Sua nonna era l'attrice e prima diva del cinema di Hong Kong Chin Tsi-ang (1908-2007), mentre il nonno era il regista Hung Chung-ho (1902-1963).
Nel 1995 sposa Joyce Godenzi. Da un matrimonio precedente, Sammo ha quattro figli.

## Filmografia

### Attore

#### Cinema
- Ai de jiao yu, regia di Robert Chung (1961)
- Wong so Kong Nam chat ba tin, regia di To Lung (1962)
- Yue Fei chu shi, regia di Peng Hu (1962)
- Gong zhu yu qi xiao xia, regia di Lung To (1962)
- Xiaolong nu san xi baishe jing, regia di Wong Hok-sing (1962)
- Ren zhi cu, regia di Chia-hsiang Wu (1963)
- Houzi bing huashan jiu jia, regia di Wong Yiu (1963)
- Sheng si guan tou, regia di Wen Yi (1964)
- Hong ni guan, regia di Chan Chung-kin e Lui Ying (1964)
- Lianghu shiba biao (shang ji), regia di Wu Pang (1966)
- Lianghu shiba biao (xia ji), regia di Wu Pang (1966)
- Dragon Inn (Long men kezhan), regia di King Hu (1967)
- Campane a morto per la vendetta di Chang Fu (Duo hun ling), regia di Feng Yueh (1968)
- Nu xia hei hu die, regia di Lo Wei (1968)
- Hu dan, regia di Lo Wei (1969)
- Shen jing dao, regia di Tian-lin Wang (1969)
- Du long tan, regia di Lo Wei (1969)
- Yan niang, regia di Ying Cheung e Fan Pan (1969)
- Long men jin jian, regia di Lo Wei (1969)
- Yi jian xiang, regia di Chan Lit-ban (1969)
- Hao xia zhuan, regia di Kang Cheng (1969)
- Du bei shen ni, regia di Chan Lit-ban (1969)
- Xiao wu shi, regia di Tit Lee (1969)
- E Mei ba dao, regia di Chan Lit-ban (1969)
- Fei yan jin dao, regia di Meng-hua Ho (1969)
- Nu jian kuang dao, regia di Wu Ma (1970)
- Tie luo han, regia di Chun Yen (1970)
- Xue fu men, regia di Feng Huang (1971)
- Wu hu tu long, regia di Lo Wei (1970)
- I dodici medaglioni (Shi er jin pai), regia di Kang Cheng (1970)
- Jin yi da xia, regia di Feng Yueh (1970)
- Wu lin feng yun, regia di Feng Yueh (1970)
- Gui nu chuan, regia di Feng Huang (1970)
- Tian long ba jiang, regia di Lo Wei (1971)
- A Touch of Zen - La fanciulla cavaliere errante (Hsia Nu), regia di King Hu (1971)
- Ying zi shen bian, regia di Lo Wei (1971)
- Gui liu xing, regia di Lo Wei (1971)
- Xiao shi yi lang, regia di Teng-hung Hsu (1971)
- Furia gialla (Duo ming jin jian), regia di Feng Huang (1971)
- Zhong kui niang zi, regia di Meng-hua Ho (1971)
- Jian hun, regia di Ping Wang (1971)
- Xue ling jian nu, regia di Hsu-chiang Chou (1971)
- Dao bu liu ren, regia di Wing-cho Yip (1971)
- Pi li quan, regia di Il-ho Jang (1972)
- Qun ying hui, regia di Chang Cheh, Kang Cheng e Feng Yueh (1972)
- Mani che stritolano (Tie zhang xuan feng tui), regia di Feng Huang (1972)
- Shan Dong xiang ma, regia di Feng Huang (1972)
- Lady Kung Fu (He qi dao), regia di Feng Huang (1972)
- Wang ming tu, regia di Tseng-chai Chang (1972)
- Feng lei mo jing, regia di Chung Sun (1972)
- Da nei gao shou, regia di Fu-ti Lin (1972)
- Jesamui chujeog, regia di Si-hyeon Kim e Chi Lo (1973)
- I 3 dell'Operazione Drago (Enter The Dragon), regia di Robert Clouse (1973)
- Tai quan zhen jiu zhou, regia di Feng Huang (1973)
- Si wang tiao zhan, regia di Wing-cho Yip (1973)
- Hei ye guai ke, regia di Chang-hwa Jeong (1973)
- Tou du ke, regia di Jimmy Shaw (1973)
- Heng chong zhi tong Xiao Fu Xing, regia di Chih Chen (1974)
- E hu cun, regia di Ping Wang e Feng Yueh (1974)
- Zhong tai quan tan sheng si zhan, regia di Feng Huang (1974)
- Yan ku shen tan, regia di Chang-hwa Jeong (1974)
- Qi sheng quan wang, regia di Wu Ma (1974)
- I fantastici piccoli supermen (Sheng long huo hu xiao ying xiong), regia di See-yuen Ng (1974)
- Gwai ma seung sing, regia di Michael Hui (1974)
- Tie jin gang da po zi yang guan, regia di Feng Huang (1974)
- Nu zi tai quan qun ying hui, regia di John Woo (1974)
- Il dragone vola alto (The Man from Hong Kong), regia di Brian Trenchard-Smith e Jimmy Wang Yu (1975)
- Xiang Gang chao ren, regia di Kuang Hui (1975)
- Zhong lie tu, regia di King Hu (1975)
- All in the Family (Hua fei man cheng chun), regia di Mu Chu (1975)
- Hou sheng, regia di Lung Ti (1975)
- Da qian shi jie, regia di Shan-hsi Ting (1975)
- L'ultimo combattimento di Chen (Game of Death), regia di Robert Clouse (1978)
- Il braccio violento del Thay-Pan, regia di Feng Huang, Kuang-chi Tu e Sum Cheung (1978)
- Sulle orme di Bruce Lee (Chu zhong), regia di Chi Lo (1978)
- Bai ga jai, regia di Sammo Hung (1982)
- Project A - Operazione pirati ('A' gai wak), regia di Jackie Chan e Sammo Hung (1983)
- Winners and Sinners (Qi Mou Miao Ji Wu Fu Xing), regia di Sammo Hung (1983)
- Il mistero del conte Lobos (Kuaican che), regia di Sammo Hung - conosciuto anche come Cena a sorpresa (1984)
- La gang degli svitati (Fu Xing Gao Zhao), regia di Sammo Hung (1985)
- Bambole e botte  (Xia ri fu xing), regia di Sammo Hung (1985)
- La prima missione (Long de xin), regia di Sammo Hung (1985)
- Foo gwai lit che, regia di Sammo Hung (1986)
- Chung Gwok jui hau yat goh tai gam, regia di Chi Leung 'Jacob' Cheung (1987)
- Dragons Forever (Fei lung mang jeung), regia di Sammo Hung e Corey Yuen (1988)
- Shou hu fei long, regia di Lau Kar-wing (1990)
- Huo shao dao, regia di Yen-ping Chu (1990)
- Le sette spade della vendetta (Yi tin to lung gei: Moh gaau gaau jue), regia di Jing Wong e Sammo Hung (1993)
- Painted Skin (Huà Pí Zhī Yīnyáng Fǎwáng), regia di King Hu (1993)
- Il cinema della vendetta (Cinema of Vengeance), regia di Toby Russell - documentario (1994)
- Mr. Nice Guy (Yat goh ho yan), regia di Sammo Hung (1997)
- Jackie Chan: My Story, regia di Jackie Chan - documentario (1998)
- Shu shan zheng zhuan, regia di Tsui Hark (2001)
- Modern Warriors, regia di Peter Spirer - documentario (2002)
- The Art of Action: Martial Arts in Motion Picture, regia di Keith R. Clarke - documentario (2002)
- Il giro del mondo in 80 giorni (Around the World in 80 Days), regia di Frank Coraci (2004)
- Ip Man 2 (Yip Man 2), regia di Wilson Yip (2010)
- Ip Man - The Legend Is Born (Yip Man Chin-chyun), regia di Herman Yau (2010)
- A Simple Life (Táo Jiě), regia di Ann Hui (2011)
- Rise of the Legend (Huang feihong zhi yingxiong you meng), regia di Roy Chow (2014)
- Face to Face with Sammo Hung, regia di Sammo Hung e Chiu-wing Lam - documentario (2019)

#### Televisione
- Più forte ragazzi (Martial Law) - serie TV (1998-2000)
- Walker Texas Ranger (Walker, Texas Ranger) - serie TV, 8x17(2000)

### Regista
- L'ultimo combattimento di Chen (Game of Death), co-regia con Robert Clouse (1978)
- L'ultima sfida di Bruce Lee (Si wang ta), co-regia con Ng See-yuen e Corey Yuen (1981)
- Project A - Operazione pirati ('A' gai wak), co-regia con Jackie Chan (1983)
- Winners and Sinners (Qi Mou Miao Ji Wu Fu Xing) (1983)
- Mao tou ying yu xiao fei xiang (1984)
- Il mistero del conte Lobos (Kuaican che) (1984)
- La gang degli svitati (Fu Xing Gao Zhao) (1985)
- Bambole e botte (Xia ri fu xing) (1985)
- La prima missione (Long de xin) (1985)
- Foo gwai lit che (1986)
- Dung fong tuk ying (1987)
- Dragons Forever (Fei lung mang jeung), co-regia con Corey Yuen (1988)
- Yat do king sing (1993)
- Le sette spade della vendetta (Yi tin to lung gei: Moh gaau gaau jue), co-regia con Jing Wong (1993)
- Shen zhou di yi dao (1994)
- Mou mian bei (1995)
- Mr. Nice Guy (Yat goh ho yan) (1997)
- C'era una volta in Cina e in America (Huáng Fēihông Zhī Xīyù Xíongshī) (1997)
- Hong Kong colpo su colpo (Knock Off), regia di Tsui Hark - regista della seconda unità (1998)
- Wo de te gong ye ye (2016)
- Face to Face with Sammo Hung, co-regia con Chiu-wing Lam - documentario (2019)

### Coreografo
- Furia gialla (Duo ming jin jian), regia di Feng Huang (1971)
- Mani che stritolano (Tie zhang xuan feng tui), regia di Feng Huang (1972)
- Il dragone vola alto (The Man from Hong Kong), regia di Brian Trenchard-Smith e Jimmy Wang Yu (1975)
- Poliziotto privato: un mestiere difficile (The Amsterdam Kill), regia di Robert Clouse (1977)
- L'ultimo combattimento di Chen (Game of Death), regia di Robert Clouse (1978)
- Bambole e botte (Xia ri fu xing), regia di Sammo Hung (1985)
- Le sette spade della vendetta (Yi tin to lung gei: Moh gaau gaau jue), regia di Sammo Hung e Jing Wong (1993)
- Thunderbolt - Sfida mortale (Piklik Foh), regia di Gordon Chan (1995)
- C'era una volta in Cina e in America (Huáng Fēihông Zhī Xīyù Xíongshī), regia di Sammo Hung (1997)
- Double Team - Gioco di squadra  (Double Team), regia di Tsui Hark (1997)
- Hong Kong colpo su colpo (Knock Off), regia di Tsui Hark (1998)
- The Medallion, regia di Gordon Chan (2003)
- Ip Man (Ye Wen), regia di Wilson Yip (2008)
- Ip Man 2 (Yip Man 2), regia di Wilson Yip (2010)
- Ip Man - The Legend Is Born (Yip Man Chin-chyun), regia di Herman Yau (2010)

## Doppiatori italiani
- Maurizio Reti in La gang degli svitati ,  Il mistero del conte Lobos, Project A - Operazione pirati, Bambole e botte,  La prima missione
- Roberto Stocchi in Più forte ragazzi, The Legend Is Born - Ip Man
- Stefano De Sando in Rise of the Legend
- Saverio Indrio in A Simple Life
- Vittorio Di Prima in Ip Man 2